# 비번역 RNA

분자생물학의 중심 원리에서 비번역 RNA의 역할: 리보핵단백질은 빨간색으로, 비번역 RNA는 파란색으로 표시되어 있다.

비번역 RNA(영어: non-coding RNA, ncRNA)는 단백질로 번역되지 않는 기능성 RNA 분자이다. 기능적 비번역 RNA가 전사되는 DNA 서열을 흔히 RNA 유전자라고 한다. 풍부하고 기능적으로 중요한 유형의 비번역 RNA에는 운반 RNA(tRNA) 및 리보솜 RNA(rRNA) 뿐만 아니라 마이크로RNA, siRNA, piRNA, snoRNA, snRNA, exRNA, scaRNA와 같은 작은 RNA(소형 RNA)와 Xist, HOTAIR과 같은 긴 비번역 RNA가 포함된다.

## 같이 보기
- RNA
- mRNA
- rRNA
- tRNA
- 비번역 DNA